# Zamach w Bajaur (30 stycznia 2010)
Zamach w Bajaur miał miejsce 30 stycznia 2010 w miejscowości Khar, w pakistańskiej Agencji Bajaur, leżącej w Terytoriach Plemiennych Administrowanych Federalnie. W wyniku ataku zamachowca samobójcy śmierć poniosło 17 osób, a 47 odniosło rany.

## Tło
Zamach miał miejsce w czasie kiedy armia pakistańska rozpoczynała II fazę operacji w Bajaur, zainicjowaną w sierpniu 2008. 28 lutego 2009 oficjalnie armia pakistańska poinformowała o zdobyciu okręgu i całkowitej kontroli nad Bajaur. W wyniku wyparcia talibów z Południowego Waziristanu po ofensywie z końca 2009 roku, część ekstremistów powróciła na ziemie Bajaur. W wyniku tego armia pakistańska zmuszona została to wznowienia ofensywy w Bajaur.
Bajaur jest jednym z regionów, w którym podejrzewano, że mógł ukrywać się tam Osama bin Laden oraz Ajman az-Zawahiri.

## Atak
Do eksplozji doszło kiedy mężczyzna ubrany w burkę wysadził się w powietrze w pobliżu wojskowych. Wśród 17 zabitych było dwóch pakistańskich żołnierzy. Po eksplozji w mieście wprowadzono godzinę policyjną. Zamachowiec był mężczyzną w wieku ok. 18-23 lat.
Atak został potępiony m.in. przez prezydenta Pakistanu Asifa Alego Zardariego oraz premiera Razę Gilaniego.